# Бурсія
Бурсія́ (фр. Bourcia) — колишній муніципалітет у Франції, у регіоні Бургундія-Франш-Конте, департамент Жура. Населення — 113 осіб (2011).
Муніципалітет був розташований на відстані близько 360 км на південний схід від Парижа, 110 км на південний захід від Безансона, 38 км на південь від Лонс-ле-Соньє.

## Історія
У 1956-2015 роках муніципалітет перебував у складі регіону Франш-Конте. Від 1 січня 2016 року належав до нового об'єднаного регіону Бургундія-Франш-Конте.
1 січня 2017 року Бурсія, Лувенн, Сен-Жульєн i Вільшантрія було об'єднано в новий муніципалітет Валь-Сюран.

## Демографія
Динаміка населення (Insee ):
Розподіл населення за віком та статтю (2006):
| Стать | Всього | До 15 років | 15-24 | 25-44 | 45-64 | 65-85 | Понад 85 |
| --- | ------ | ----------- | ----- | ----- | ----- | ----- | -------- |
| Чоловіки | 44     | 4           | 0     | 12    | 16    | 8     | 4        |
| Жінки | 68     | 8           | 16    | 16    | 20    | 8     | 0        |
| \| Статево-вікова піраміда \| Статево-вікова піраміда \| Статево-вікова піраміда \| \| ----------------------- \| ----------------------- \| ----------------------- \| \| Чоловіки \| Вік \| Жінки \| \| 4 \| 85 + \| 0 \| \| 0 \| 80-84 \| 0 \| \| 0 \| 75-79 \| 4 \| \| 4 \| 70-74 \| 4 \| \| 4 \| 65-69 \| 0 \| \| 4 \| 60-64 \| 8 \| \| 0 \| 55-59 \| 4 \| \| 4 \| 50-54 \| 4 \| \| 8 \| 45-49 \| 4 \| \| 4 \| 40-44 \| 4 \| \| 4 \| 35-39 \| 12 \| \| 0 \| 30-34 \| 0 \| \| 4 \| 25-29 \| 0 \| \| 0 \| 20-24 \| 8 \| \| 0 \| 15-20 \| 8 \| \| 0 \| 10-14 \| 4 \| \| 4 \| 5-9 \| 4 \| \| 0 \| 0-4 \| 0 \| |        |             |       |       |       |       |          |
| Статево-вікова піраміда |        |             |       |       |       |       |          |
| Чоловіки | Вік    | Жінки       |       |       |       |       |          |
| 4 | 85 +   | 0           |       |       |       |       |          |
| 0 | 80-84  | 0           |       |       |       |       |          |
| 0 | 75-79  | 4           |       |       |       |       |          |
| 4 | 70-74  | 4           |       |       |       |       |          |
| 4 | 65-69  | 0           |       |       |       |       |          |
| 4 | 60-64  | 8           |       |       |       |       |          |
| 0 | 55-59  | 4           |       |       |       |       |          |
| 4 | 50-54  | 4           |       |       |       |       |          |
| 8 | 45-49  | 4           |       |       |       |       |          |
| 4 | 40-44  | 4           |       |       |       |       |          |
| 4 | 35-39  | 12          |       |       |       |       |          |
| 0 | 30-34  | 0           |       |       |       |       |          |
| 4 | 25-29  | 0           |       |       |       |       |          |
| 0 | 20-24  | 8           |       |       |       |       |          |
| 0 | 15-20  | 8           |       |       |       |       |          |
| 0 | 10-14  | 4           |       |       |       |       |          |
| 4 | 5-9    | 4           |       |       |       |       |          |
| 0 | 0-4    | 0           |       |       |       |       |          |

## Економіка
2010 року серед 76 осіб працездатного віку (15—64 років) 61 була активною, 15 — неактивними (показник активності 80,3%, у 1999 році було 70,8%). З 61 активної мешканців працювало 58 осіб (34 чоловіки та 24 жінки), безробітними було 3 (1 чоловік та 2 жінки). Серед 15 неактивних 1 особа була учнем чи студентом, 9 — пенсіонерами, 5 були неактивними з інших причин.

У 2010 році в муніципалітеті числилось 49 оподаткованих домогосподарств, у яких проживали 106,5 особи, медіана доходів виносила 16 102 євро на одного особоспоживача